# 阿里科塔湖
17°21′36″S 70°17′37″W / 17.36000°S 70.29361°W
阿里科塔湖（西班牙語：Laguna Aricota），是秘魯的湖泊，位於該國南部塔克納大區，由坎達拉韋省負責管轄，處於首都利馬以南900公里，海拔高度2,730米，面積5.04平方公里。